# Bernard Bosschaert
Bernard Bosschaert (Wervik, 8 november 1933) is een Belgisch kunstschilder, die behoort tot de zogenaamde Brugse School.

## Levensloop
Bernard Bosschaert is een zoon van Albert Bosschaert en van Gabriëlle Vervisch. Hij trouwde in 1962 met Colette Ballegeer (Brugge, 3 maart 1935).
Bosschaert is de schilder van landschappen, bosgezichten, marines en typische Brugse stadsgezichten, alsook van naakten en stillevens.
Hij kreeg zijn kunstopleiding aan de Academie van Schone Kunsten in Leiden. Na het beëindigen ervan opende hij een studio in Brugge en bood zich voornamelijk aan als landschapsschilder, beïnvloed door de Franse impressionisten en de school van Barbizon.
Hij ging verder met het schilderen van stads- en dorpsgezichten, van strandscènes en ook van straten in Parijs.
De stad Brugge bleef hierbij een van zijn geliefkoosde onderwerpen: de bloemenmarkt, de kanalen, de windmolens, de straatgezichten enz.
Bernard Bosschaert werd lid van kunstenaarsgroepen in Oostende, Knokke-Heist, Assebroek en Lede. Met deze organisaties nam hij deel aan tentoonstellingen in Gistel, Brugge, Lissewege, Oostende, Lede, Knokke-Heist, Ieper, Roeselare, Kortrijk, Gent, Antwerpen, Rijsel (FR), Eindhoven (NL) en Aix-en-Provence (FR). Hij hield ook individuele tentoonstellingen in Gistel, Lissewege, Brugge, Oostende, Lede, Roeselare en Maarkedal. Van 1960 tot 1989 gaf de galerij Horizon in Knokke-Heist een jaarlijkse grote eenmans-tentoonstelling voor de werken van Bernard Bosschaert. 
De schilderijen van Bernard Bosschaert vindt men in talrijke privécollecties en openbare verzamelingen in Lille, Brugge, Parijs, Keulen, Ontario, Milaan, Amsterdam, Minnesota en Dallas.